# IC 3848/2
IC 3848/2 је спирална галаксија у сазвијежђу Береникина коса која се налази на листи објеката дубоког неба у Индекс каталогу.
Деклинација објекта је + 21° 25' 0" а ректасцензија 12h 52m 40,0s. Привидна величина (магнитуда) објекта IC 3848 износи 16,7 а фотографска магнитуда 17,5.